# Copenaghen Challenger
Il Copenaghen Challenger è stato un torneo professionistico di tennis giocato su campi in sintetico indoor. Faceva parte dell'ATP Challenger Series. Si giocava annualmente a Copenaghen in Danimarca.

## Albo d'oro

### Singolare
| Anno | Campione         | Finalista       | Punteggio |
| ---- | ---------------- | --------------- | --------- |
| 1989 | Milan Šrejber    | Marc Rosset     | 7–5, 7–6  |
| 1988 | Derrick Rostagno | Alex Antonitsch | 6–3, 6–1  |

### Doppio
| Anno | Campioni                      | Finalisti                      | Punteggio |
| ---- | ----------------------------- | ------------------------------ | --------- |
| 1989 | Nicklas Kulti Magnus Larsson  | Alex Antonitsch Ronnie Båthman | 6–3, 6–2  |
| 1988 | Gilad Bloom Wojciech Kowalski | Peter Bastiansen Peter Flintsø | 7–6, 7–5  |